# Павлівський (хутір)
Па́влівський — хутір розташований на одному з витоків р. Каїнкулак. Знаходився на території теперішньої Новоказанкуватської сільради. На хуторі було 15 будинків, розташованих літерою «Г». Заснований хутір вихідцями із с. Павлівське, Пологівського району у 1914 році. Хутір названий на честь першого поселенця, Павла Чупика, який оселився тут разом із шістьма синами. Завдяки великій кількості членів сімей, селяни господарювали вдало на отриманій землі. Кредитне товариство с. Новомихайлівка кредитувало сільгоспінвертарем, покращився обробіток землі, були отримані прибутки, з'явилися мрії на краще майбутнє, але вони були розвінчані політикою колективізації більшовиків. Були «розкуркулені» Чупик П., Чупик І. І., Лісовий П. Була утворена сільгоспартіль, яку в 1931 об'єднали з артіллю «Ранок» с. Зелений луг. У період голодомору 1932—1933 років померла одна жінка, частина селян рятувалися від голоду в Сальських степах. У 1937 році Чупика Петра репресували. На фронтах другої світової воювало 9 хуторян, загинуло 4. До рабської праці в Німеччину забрали 7 жителів хутору. У післявоєнний період жителі хутору працюють в колгоспі «ім. Димитрова» (так з 1949 називався колгосп «Ранок»), після укрупнення в 1959 році в колгоспі «ім. Леніна», а після розукрупнення 1966 року, в колгоспі «Україна». Відсутність школи та ін. закладів призвели до від'їзду жителів. У 1966 році залишки хутора були приєднані до с. Крижчене, де й понині через балку стоять два будинки, які нагадують про хутір Павлівський.